# Tyra Axnér
Tyra Axnér (* 18. März 2002 in Minden, Deutschland) ist eine schwedische Handballspielerin, die für den französischen Erstligisten Metz Handball aufläuft.

## Karriere

### Im Verein
Axnér wurde in Minden geboren, wo damals ihr Vater Tomas Axnér in der Handball-Bundesliga aktiv war. Nachdem die Familie nach Schweden zurückgekehrt war, wurde sie anfangs entgegen ihrem Willen von ihrem Vater zum Handballtraining geschickt, jedoch fand sie schnell gefallen am Handball. Schon während ihrer Jugendzeit trainierte sie bei der Damenmannschaft von LUGI HF mit. Zum Saisonbeginn 2019/20 rückte sie in den Kader der Damenmannschaft. In ihrer ersten Saison, die aufgrund der COVID-19-Pandemie abgebrochen werden musste, warf sie 45 Tore in 22 Erstligaspielen. In der darauffolgenden Spielzeit steigerte sich Axnér auf 96 Tore, womit sie den elften Platz in der Torschützenliste belegte. Im Sommer 2021 wechselte sie zum dänischen Erstligisten Herning-Ikast Håndbold. Zur Saison 2022/23 schloss sie sich dem Ligakonkurrenten Nykøbing Falster Håndboldklub an. In der Saison 2022/23 stand sie mit Nykøbing Falster Håndboldklub im Finale der EHF European League. Im Sommer 2024 wechselte sie zum französischen Erstligisten Metz Handball. Mit Metz gewann sie 2025 sowohl die französische Meisterschaft als auch den französischen Pokal.

### In der Nationalmannschaft
Tyra Axnér bestritt 20 Länderspiele für die schwedische Jugendnationalmannschaft, in denen sie 72 Tore warf. Mit dieser Mannschaft nahm sie an der U-17-Europameisterschaft 2019 in Slowenien teil. Dort unterlag sie mit der schwedischen Auswahl im Finale gegen Ungarn. Axnér wurde am Turnierende in das All-Star-Team berufen. Bei der U-19-Europameisterschaft 2021 belegte sie mit Schweden den vierten Platz. Axnér war mit 43 Treffern die sechsterfolgreichste Torschützin des Turniers. Am 23. April 2022 gab sie ihr Debüt für die schwedische Nationalmannschaft gegen die Türkei. Im selben Jahr nahm Axnér mit der schwedischen A-Nationalmannschaft an der Europameisterschaft teil. Neun ihrer insgesamt dreizehn Turniertreffer erzielte sie in der zweiten Halbzeit gegen Dänemark. Bei der Weltmeisterschaft 2023, in deren Verlauf sie 14 Treffer erzielte, belegte sie mit Schweden den vierten Platz. Auch bei den im darauffolgenden Jahr stattfindenden Olympischen Spielen in Paris belegte sie mit Schweden den vierten Platz.